# Demonax multireductus
Demonax multireductus är en skalbaggsart som beskrevs av Maurice Pic 1935. Demonax multireductus ingår i släktet Demonax och familjen långhorningar. Inga underarter finns listade i Catalogue of Life.